# Morze Karskie
Morze Karskie (ros. Карское море, Karskoje morie) – część Oceanu Arktycznego, morze szelfowe u północnych wybrzeży Azji, między wyspami Nowej Ziemi i archipelagami Ziemi Franciszka Józefa i Ziemi Północnej.
Przez morze wiedzie „Północna Droga Morska”, która stanowi część Przejścia Północno-Wschodniego z Oceanu Atlantyckiego na Ocean Spokojny. Szlak zyskał na znaczeniu po odkryciu dużych złóż ropy naftowej i gazu ziemnego w rejonie rzek Ob i Jenisej.
Morze Karskie postaje skute lodem przez dziewięć miesięcy w roku, przez co przez wieki jawiło się Europejczykom jako nieżeglowne. Przebył je w 1878 roku Adolf Erik Nordenskiöld (1832–1901), który jako pierwszy pokonał Przejście Północno-Wschodnie w latach 1878–1879.
W okresie od lat 60. XX. do początku lat 90. XX w. najpierw Związek Socjalistycznych Republik Radzieckich, a po jego upadku Rosja regularnie deponowały w morzu odpady promieniotwórcze. Obecnie (2021) Rosja planuje wydobycie najbardziej radioaktywnych materiałów.

## Nazwa
Morze Karskie wywodzi swoją nazwę od rzeki Kary (tłum. „czarnej rzeki” ), która do niego uchodzi .

## Geografia
Morze Karskie to część Oceanu Arktycznego u północnych wybrzeży zachodniej Syberii między wyspami Nowej Ziemi na zachodzie, Ziemią Franciszka Józefa na północnym zachodzie i Ziemią Północną na wschodzie . Powstało w wyniku deglacjacji pod koniec plejstocenu .
Od zachodu łączy się z Morzem Barentsa za pośrednictwem kilku cieśnin: Karskie Wrota, Jugorski Szar i Matoczkin Szar . Od wschodu z Morzem Łaptiewów głównie przez cieśniny: Wilkickiego, Szokalskiego i Armii Czerwonej . Od północy akwen otwiera się na pokryte lodem wody Oceanu Arktycznego.
Do morza uchodzą duże syberyjskie rzeki: Jenisej, Ob, Piasina, Pur i Taz. Jego największe zatoki to: Zatoka Obska, Zatoka Jenisejska i Zatoka Gydańska .
Na morzu znajduje się wiele wysp, przede wszystkim w części północnej, o zróżnicowanej genezie i krajobrazie, niektóre pozostają w całości pokryte lodem . Największym archipelagiem jest Archipelag Nordenskiölda, m.in. z Wyspą Wilkickiego. Ponadto na pełnym morzu znajdują się kolejne archipelagi – Wyspy Instytutu Arktycznego i Wyspy Izwiestii CIK – oraz wiele samotnych wysp (m.in. Wyspa Uszakowa, Wyspa Wize). U wybrzeży leżą duże, nizinne wyspy, oddzielone od lądu wąskimi cieśninami, m.in. Wyspa Biała, Olenij i Wyspa Sibiriakowa.
Morza Karskie zajmuje powierzchnię ok. 883 tys. km²  – akwen rozciąga się na przestrzeni 1450 km o szerokości 700 km. Leży na Szelfie Syberyjskim, przez co jego 40% ma głębokość nie większą niż 50 m, a jedynie 2% osiąga 500 m głębię . Na północy szelf przecinają dwie głębokie rynny – Rynna Świętej Anny wzdłuż wschodniego wybrzeża Ziemi Franciszka Józefa, której głębokość sięga 620 m i Rynna Woronina wzdłuż Ziemi Północnej o głębokości do 450 m . Na wschód od Nowej Ziemi biegnie płytsza rynna o głębokości 200–400 m .
Średnia głębokość Morza Karskiego to 111 m , natomiast jego głębokość maksymalna sięga 620 m (Rynna Świętej Anny ) . Morze jest płytsze od akwenów z nim sąsiadujących.
Zasolenie waha się między 8,0 a 33,5‰  – 8–12‰ w pobliżu ujść rzek Ob i Jenisej; 33‰ przy Ziemi Franciszka Józefa .

### Klimat

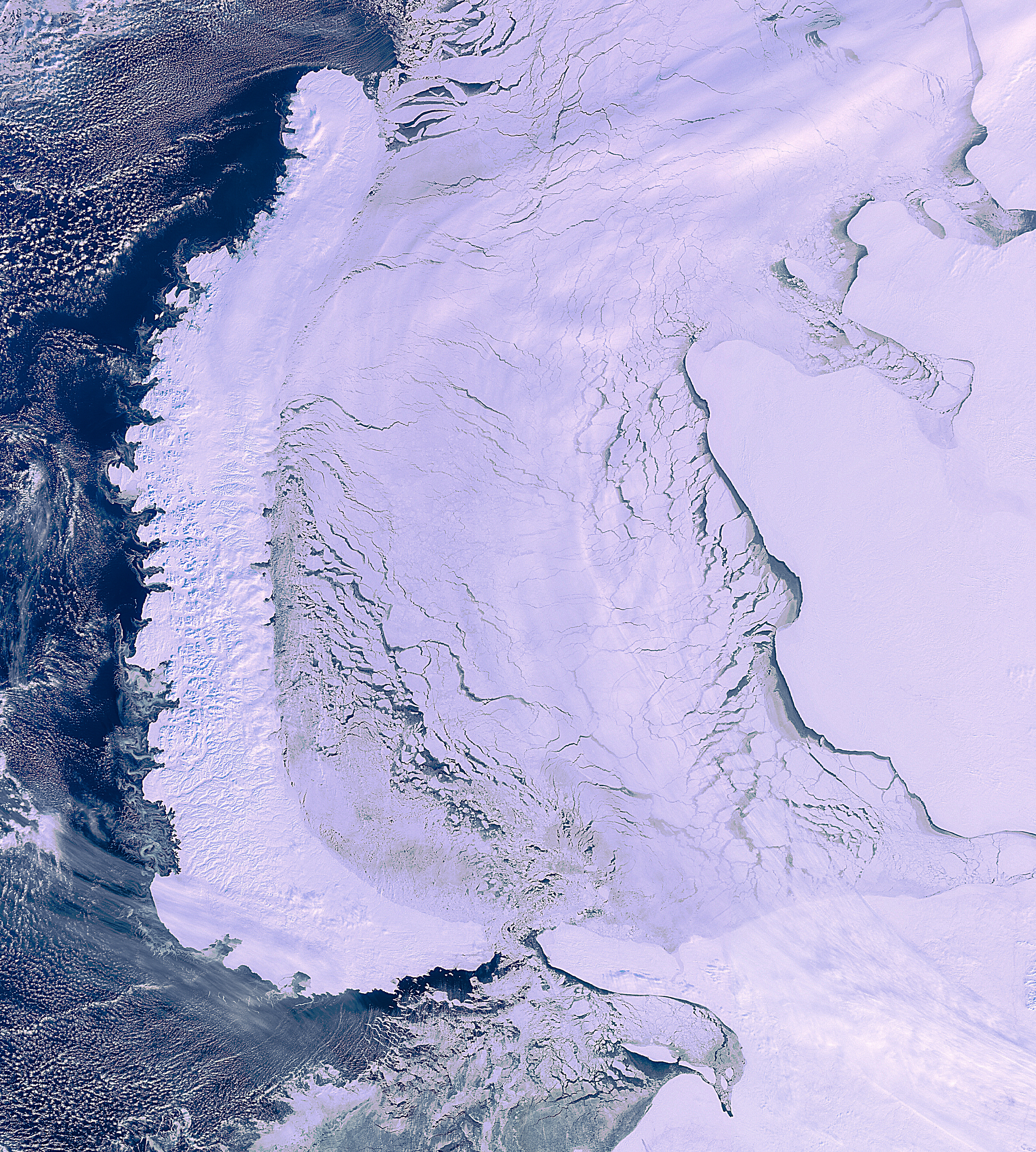
Nowa Ziemia i skute lodem Morze Karskie w marcu – zdjęcie satelitarne (2012)

Morze Karskie pozostaje skute lodem przez 9 miesięcy w roku W północnych regionach lód powstaje we wrześniu, a na południu w październiku, utrzymując się do maja. W zimie pokryte jest lodem stałym, a latem lodem pływającym .
Średnia temperatura powietrza w styczniu wynosi od –28 °C do –20 °C, a minimalna to –46 °C . Temperatura wód powierzchniowych zimą dochodzi do –1,8 °C . W okresie tym występują częste wichury i burze śnieżne .
W lipcu średnia temperatury powietrza waha się od –1 °C do 6 °C, a maksymalna to 16 °C . Lato przynosi śnieg, nawałnice i mgły . W okresie tym temperatura wód powierzchniowych podnosi się do 2 °C na północy i 6 °C w południowo-zachodniej części .

### Flora i fauna
Morze jest obfite w ryby, m.in. występują tu ogromne zasoby siejowatych (np. muksun i nelma). Akwen jest głównym siedliskiem foki – nerpy obrączkowanej. Ponadto żyje tu fokowąs brodaty (żywiący się skorupiakami), mors arktyczny (rzadki) i białucha arktyczna (przypływająca z Morza Barentsa w poszukiwaniu pokarmu – sajki). Spotykany jest niedźwiedź polarny.

## Historia
Europejska eksploracja Morza Karskiego związana jest z historią poszukiwań Przejścia Północno-Wschodniego z Oceanu Atlantyckiego na Ocean Spokojny. Poszukiwania te organizowane były początkowo przede wszystkim przez Anglię i Holandię .
Pierwsze wyprawy angielskie finansowała Kompania Moskiewska (ang. Muscovy Company) kierowana przez Sebastiana Cabota (1472–1557). Na jej zlecenie, wyruszył m.in. Stephen Borough (1525–1584), który w 1556 roku zamierzał dotrzeć do ujścia rzeki Ob, jednak został zatrzymany przez masy lodu przy wejściu na Morze Karskie . Jego raport o niezwykle trudnych warunkach klimatycznych spowodował brak zainteresowania kierunkiem północno-wschodnim przez 25 lat.
Kolejna wyprawa została zorganizowana w 1580 roku, kiedy szlakiem Borough’a wysłano dwa statki pod dowództwem Arthura Peta i Charles’a Jackmana. Pet znalazł cieśninę oddzielającą odkrytą przez Borough’a wyspę Wajgacz od stałego lądu – Jugorski Szar, lecz z uwagi na niesprzyjające warunki musiał zawrócić. Statek Jackmana zaginął wraz z całą załogą.
Konkurujący z angielskimi kupcy holenderscy założyli w 1556 roku własną kompanię handlową, a ich głównym agentem został Olivier Brunel (1552–1585), który w tym samym roku popłynął na północny wschód w poszukiwaniu drogi do Chin . Brunel najprawdopodobniej jako pierwszy Europejczyk z zachodu dotarł w 1576 roku drogą lądową do rzeki Ob . W 1584 roku zorganizował ekspedycję w poszukiwaniu drogi do Chin, przeprawił się na Morze Karskie, po czym zmuszony do odwrotu napotkał trudności i został uratowany przez Pomorców. Następnie widziano go na rzece Peczorze, a dalej słuch o nim zaginął.
W 1594 roku wyruszyła kolejna wyprawa holenderska złożona z trzech statków pod dowództwem Willema Barentsa (1550–1597), Cornelisa Naya i Branta Ysbrantszoona. Barents dotarł do Nowej Ziemi, jednak jej opłynięcie od północy uniemożliwiały masy lodu, co zmusiło go do odwrotu na południe ku wyspie Wajgacz. Nay i Ysbrantszoon dopłynęli do Jugorskiego Szaru w sierpniu, gdzie napotkali Nieńców, którzy poinformowali ich od rozległym morzu na wschodzie, na które można się przedostać jedynie w ciągu sześciu tygodni kiedy cieśnina jest wolna od lodu. Nay i Ysbrantszoon przepłynęli na Morze Karskie, lecz zawrócili, by zmieścić się w oknie czasowym określonym przez Nieńców. Wyprawa powróciła do Holandii we wrześniu, przywożąc informacje o tym, że przeprawa dalej na wschód jest możliwa.
W następnym roku wysłano siedem statków pod przywództwem Naya, z Barentsem jako głównym pilotem. Wypłynięto jednak zbyt późno i po dotarciu do Jugorskiego Szaru, okazało się, że cieśninę zaczynał już blokować lód. Pod naciskiem Barentsa wyprawa była kontynuowana – pokonano cieśninę i statki wpłynęły na Morze Karskie. Barents namawiał Naya, by zimować w Arktyce i kontynuować podróż w kolejnym roku. Po stłumieniu buntu załogi i nieudanej próbie dalszej podróży Nay podjął decyzję o powrocie.
W 1596 roku zorganizowano kolejną ekspedycję z dwoma statkami pod dowództwem Jacoba van Heemskercka (1567–1607) i Jana Rijpa (1570-1613), a pilotem ponownie został Barents. Po bezowocnej próbie dotarcia do morza polarnego – Rijp podjął próbę przeprawy na wschód od Wyspy Niedźwiedziej, a van Heemskerck z Barentsem na wschód od Nowej Ziemi. W lipcu van Heemskerck z Barentsem wylądowali na zachodnim wybrzeżu Nowej Ziemi, a następnie podążali na północ i w sierpniu opłynęli jej północny przylądek wydostając się na Morze Karskie. Tam zostali uwięzieni w lodzie i zmuszeni do przezimowania w Arktyce. W czerwcu kolejnego roku lód zaczął ustępować i polarnicy podjęli próbę przeprawy na kontynent dwoma szalupami. Wkrótce zmarł Barents oraz jeden z żeglarzy. Pozostali przez ponad 40 dni tułali się po wodach Morza Karskiego, aż pod koniec lipca napotkali Pomorców, którzy ich nakarmili i pokierowali do wyspę Kildin, skąd udali się do ujścia Koły, gdzie z misją handlową przebywał Rijp. Pozostali przy życiu uczestnicy wyprawy dotarli do domu w listopadzie.
Kolejne wyprawy poprowadził angielski żeglarz Henry Hudson (1565–1611), najpierw na zlecenie kupców angielskich w 1607 roku , a w 1609 roku kupców holenderskich. Obydwie zakończyły się niepowodzeniem, co zdawało się potwierdzać brak żeglowności Morza Karskiego, wobec czego komercyjne zainteresowania zaczęły skupiać się na rybołówstwie i wielorybnictwie w regionie Spitsbergenu.
W latach 20. XVIII w. car Piotr I Wielki (1672–1725) zlecił zbadanie wschodnich regionów imperium . W 1724 roku zadanie to powierzono duńskiemu oficerowi w służbie rosyjskiej marynarki Vitusowi Beringowi (1681–1741), który miał zbadać czy Azję i Amerykę Północną łączy ląd . W ramach drugiej wyprawy Beringa, znanej jako Wielka Ekspedycja Północna (1733–1743), zmapowano południowe wybrzeże Morza Karskiego.

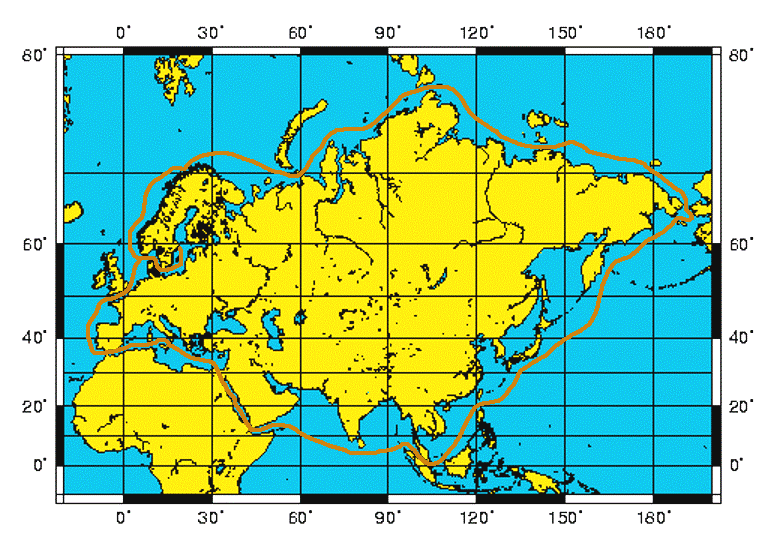
Trasa wyprawy Nordenskiölda (1878–1879)

W 1875 i w 1876 roku Morze Karskie badał Adolf Erik Nordenskiöld (1832–1901), który przygotowywał się do przepłynięcia Przejścia Północno-Wschodniego . Nordenskiöld spodziewał się, że cieplejsze wody rzeczne Obu i Jeniseju pod koniec lata wpłyną na otwarcie wód morskich dla żeglugi przy linii brzegowej. W 1878 roku wyruszył na parowcu „Vega” dowodzonym przez Louisa Palandera (1842–1920), razem z trzema statkami handlowymi „Lena”, „Fraser” i „Express”. W sierpniu dotarto do portu Dikson skąd „Fraser” i „Express” wpłynęły do rzeki Jenisej, a „Vega” wraz z „Leną” popłynęły dalej wzdłuż wybrzeży Tajmyru. Zauważono wówczas grupę wysp – nazwaną później Archipelagiem Nordenskiölda. Na początku września „Vega” dopłynęła do Półwyspu Czukockiego. Po przezimowaniu w Zatoce Koluczyńskiej, w lipcu 1879 roku „Vega” dotarła do Cieśniny Beringa.

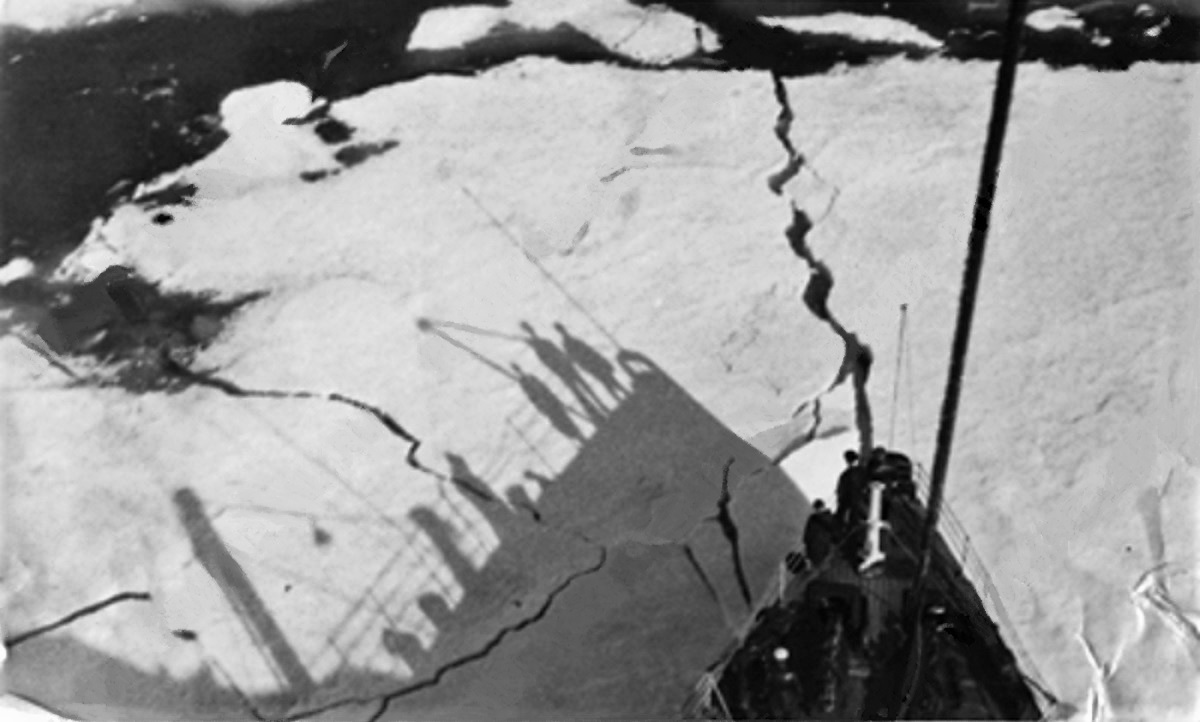
Lodołamacz Krasin wpływający na Morze Karskie (1933)

Następnie Morze Karskie było badane w ramach Ekspedycji hydrograficznej Północnego Oceanu Lodowatego (ros. Гидрографическая экспедиция Северного Ледовитого океана) . Przez trzy lata lodołamacze Tajmyr i Wajgacz badały wybrzeże Syberii, a w 1913 roku dotarły do Tajmyru, gdzie na północy odkryto archipelag Ziemi Północnej wraz z Małym Tajmyrem . Odkryto również Wyspę Bennetta i Wyspy Generała Wilkickiego. Mapowanie regionu zakończono w latach 30. XX w.
Od 1978 roku utrzymywano transport przez Morze Karskie przy pomocy lodołamaczy z portu w Dudince nad Jenisejem. W wielu rejonach szelfowych morza rozpoczęto wydobycie ropy naftowej i gazu ziemnego.

## Gospodarka
Przez Morze Karskie wiedzie „Północna Droga Morska”, która stanowi część Przejścia Północno-Wschodniego z Oceanu Atlantyckiego na Ocean Spokojny . Główny port Morza Karskiego, rosyjskie miasto Dikson, to zarazem główny port przy Północnej Drodze Morskiej . Drugim portem jest Amdierma. Transportowane są tędy przede wszystkim drewno, materiały budowlane, futra i żywność . Szlak zyskał na znaczeniu po odkryciu dużych złóż ropy naftowej i gazu ziemnego w rejonie rzek Ob i Jenisej .

## Próby jądrowe i odpady radioaktywne

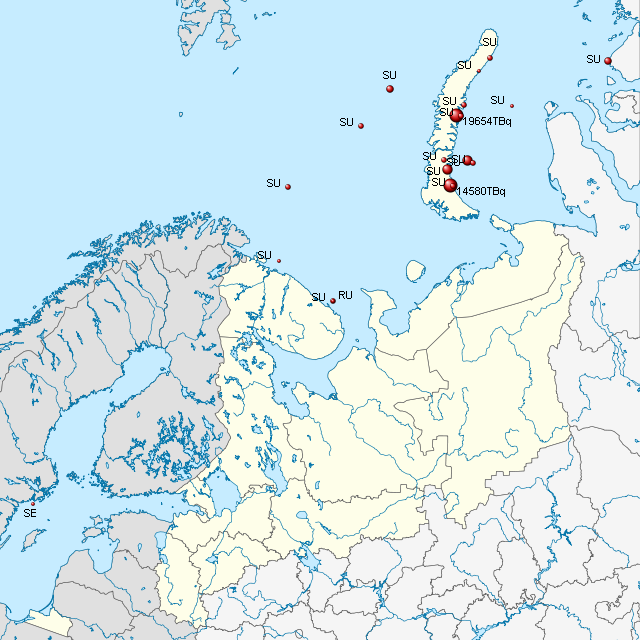
Lokalizacja odpadów radioaktywnych na Morzu Karskim i na Morzu Barentsa (2011)

W okresie ZSRR na archipelagu Nowa Ziemia, oddzielającym Morze Karskie od Morza Barentsa, znajdował się radziecki poligon atomowy. W latach 1955–1990 były przeprowadzane tu próby nuklearne, najpierw podwodne, w latach 1957–1962 nadziemne, a w latach 1964–1990 podziemne.
W okresie od lat 60. XX. do początku lat 90. XX w. najpierw Związek Socjalistycznych Republik Radzieckich, a po jego upadku Rosja regularnie deponowały w Arktyce odpady promieniotwórcze. Pierwsze oficjalne dane na ten temat opublikowała Komisja Jabłokowa w 1993 roku. Dane te są od tej pory regularnie aktualizowane.
W sumie na Morzu Karskim i na Morzu Berentsa zatopiono odpady, których radioaktywność oceniania jest na 38800 TBq, co odpowiada ok. 45% radioaktywności wszystkich odpadów promieniotwórczych zdeponowanych w światowych oceanach. Na Morzu Karskim zatapiano przede wszystkim odpady stałe, a na Morzu Berentsa odpady płynne. Odpady zamykano w metalowych pojemnikach, które z czasem zaczęły korodować i przeciekać. Większe odpady zatapiano w ładowniach statków – barek i tankowców.
W sumie na Morzu Karskim zdeponowano odpady o radioaktywności ocenianej na 1240,21 TBq, przy czym do tego należy doliczyć zatopionie osobno reaktory atomowe lub ich części (w niektórych przypadkach wraz ze zużytym paliwem jądrowym), których radioaktywność szacowana jest na 36583 TBq. Między innymi do Morza Karskiego został wyrzucony pierwszy reaktor atomowy okrętu podwodnego K-19 po awarii systemu chłodzącego. W 1982 roku zatopiono także cały okręt podwodny z napędem jądrowym K-27 . W sumie w Morzu Karskim zdeponowano 14 reaktorów atomowych lub ich części i ponad 17 tys. pojemników. Odpady zatapiano we fiordach Nowej Ziemi oraz w Rynnie Świętej Anny.
Wraz z ociepleniem kilmatu i ustępowaniem lodu na Morzu Karskim, co czyni go coraz bardziej atrakcyjnym regionem dla rozwoju transportu i wydobycia surowców, Rosja opracowała strategię arktyczną, która zakłada również usunięcie odpadów radioaktywnych . W marcu 2020 roku prezydent Rosji wydał dekret o oczyszczeniu strefy arktycznej Federacji Rosyjskiej z zalanych i zatopionych obiektów z wypalonym paliwem jądrowym i odpadami promieniotwórczymi (ros. О реабилитации Арктической зоны Российской Федерации от затопленных и затонувших объектов с отработанным ядерным топливом и радиоактивными отходами) . Za akcje usuwania odpadów odpowiedzialna jest korporacja Rosatom . W ramach akcji priorytetowych usunięte ma być przynajmniej sześć najbardziej radioaktywnych obiektów . W 2021 roku Rosatom zapowiedział wydobycie w 2030 roku dwóch wraków atomowych łodzi podwodynch – K-27 z Morza Karskiego i K-159 z Morza Berentsa. Koszt operacji szacowany jest na 24,4 miliarda rubli.